# الکساندر واردین
الکساندر واردین (انگلیسی: Alexandre Vardin؛ زادهٔ ۱۸ سپتامبر ۱۹۸۹) بازیکن فوتبال اهل فرانسه است.
از باشگاه‌هایی که در آن بازی کرده‌است می‌توان به باشگاه فوتبال سدان اشاره کرد.